# Fukomys amatus
Fukomys amatus là một loài động vật có vú trong họ Bathyergidae, bộ Gặm nhấm. Loài này được Wroughton mô tả năm 1907.